# Fever/Letter from My Darling
Fever/Letter from My Darling è un singolo di Little Willie John pubblicato nel 1956 su 45 giri e 78 giri.

## Descrizione
Il brano sul lato A, Fever, brano musicale scritto da Eddie Cooley e Otis Blackwell (usando lo pseudonimo "John Davenport") divenne noto in moltissime versioni di altri artisti; fu inserito nell'album di debutto dell'artista, a cui diede il titolo

Anche Letter from My Darling venne ripreso in seguito da vari artisti, tra cui Solomon Burke e Larry Davis

## Tracce
LATO A
1. Fever (Eddie Cooley, John Davenport)

LATO B
1. Letter from My Darling (Charles Singleton, Rose Marie McCoy)